# (19620) Auckland
(19620) Auckland (1999 QG) – planetoida z grupy pasa głównego asteroid okrążająca Słońce w ciągu 4,43 lat w średniej odległości 2,7 j.a. Odkryta 18 sierpnia 1999 roku.